# Акопян, Татул Ервандович
 Акопян, Татул Ервандович  (арм.  Թաթուլ Հակոբյան ,англ.  Tatul Hakobyan ) — (29 апреля 1963), г.Сисиан. Армянская ССР. Армянский государственный деятель, руководитель Всемирной организации здравоохранения в Словакии (2017-настоящее время), заместитель министра здравоохранения Армении (2002—2010), автор научных работ по системе здравоохранения.

## Биография
Родился 29 апреля 1963г. в г.Сисиане, Арм.ССР.
Руководитель программы, Объединенный методистский комитет по оказанию помощи, частная добровольная организация США (март 1996 г. – март 1999 г.).
Руководитель отдела, Министерство здравоохранения Армении (март 1999 г. – июль 2000 г.)
Старший технический советник, компания ABT Associates Inc. (декабрь 2000 г. – июль 2002 г.)
Заместитель министра здравоохранения, Республика Армения (июль 2002 г. – ноябрь 2010 г.)
Заместитель представителя ВОЗ в Российской Федерации (март 2016 г.–июль 2017 г.)
Руководитель Бюро ВОЗ в Армении (апрель 2013 г.–март 2016 г.)
Представитель ВОЗ в Словацкой Республике (июль 2017 г. – по настоящее время)
В 2019 году Армения впервые в своей истории выдвинула кандидата на должность директора Европейского бюро ВОЗ. Но он не был избран.

## Образование и научная деятельность
Является автором научных работ по системе здравоохранения и работе Всемирной организации здравоохранения.
В 1985 году закончил Ереванский Государственный Медицинский Университет им. Мхитара Гераци где получил диплом бакалавра в области фармацевтики.
В 1998 году прошёл обучение в Колледже Западной Галилеи (Израиль) по специальности Управление системой здравоохранения.
В 1997 году получил диплом в области общественного здравоохранения Американского университета Армении.
В 1994 году закончил Американский университет Армении и получил диплом магистра делового администрирования.

## Уголовные преследования и скандалы
По сообщениям «Радио Свобода Армения» 27 декабря 2008 года заместитель министра здравоохранения Армении Татул Акопян участвовал в пьяной драке в ресторане «Кактус» в Ереване во время которой избил бывшего замминистра энергетики Мельса Акопяна. По данному факту было возбуждено уголовное дело по статье «хулиганство, совершённое группой лиц». В связи с этим Татулу Акопяну был сделан строгий выговор от премьер-министра Армении Тиграна Саркисяна .
В 2010 году премьер-министр Армении Тигран Саркисян выступил с резкой критикой министерства здравоохранения по обвинению в коррупционных схемах. Через неделю с началом проведения служенных расследований Татул Акопян был уволен по собственному желанию .
В 2012 году Татул Акопян баллотировался в депутаты парламента Армении. Однако предоставил ложную справку о том, что якобы последние 5 лет проживал на территории Армении. При этом последнее время он проживал в Дании и работал во Всемирной организации здравоохранения. По данному вопросу были судебные разбирательства и Татул Акопян был вынужден отозвать свою кандидатуру.
В 2019 году Татул Акопян баллотировался на должность European Regional Director of the World Health Organization. Для поддержки его политической компании из бюджета Армении ему выделили 15 миллионов армянских драм, которые были использованы нецелевым образом, поскольку Татул Акопян не прошёл в предварительные списки кандидатов и не мог принимать участие в выборах.

## Научные публикации
- T. Hakobyan et al. Evaluation report for country offices in the WHO European region. 2010
- T. Hakobyan. State funding mechanisms for healthcare, introduction of insurance schemes in Armenia. Scientific Journal of National institute of health. 2007
- T. Hakobyan, M. Nazaretyan, T. Kolpakova, E. Nolte, E. Richardson. Health in Transition, Armenia. 2006.
- T. Hakobyan. Reforms in public health sector in Armenia. Scientific Journal of National institute of health. 2005
- T. Hakobyan. National health policy of Republic of Armenia 2005-2010. 2004
- A. Mkrtchyan, T. Hakobyan. Reforms of public administration system in Armenia and its impact on health system. Scientific Journal of National institute of health. 2003
- T. Hakobyan. Concept of National health policy for Armenia. Scientific Journal of National institute of health. 2002
- T. Hakobyan. Hospital assessment report and recommendations for optimization. The world bank project implementation unit. 1996
- T. Hakobyan. Armenia: health system review. Vol. 8 No. 6 2006.